# Ameroglossum pernambucense
Ameroglossum pernambucense е вид растение от семейство Живеничеви (Scrophulariaceae). Видът е застрашен от изчезване.

## Разпространение
Разпространен е в Бразилия.